# Greta Kraus

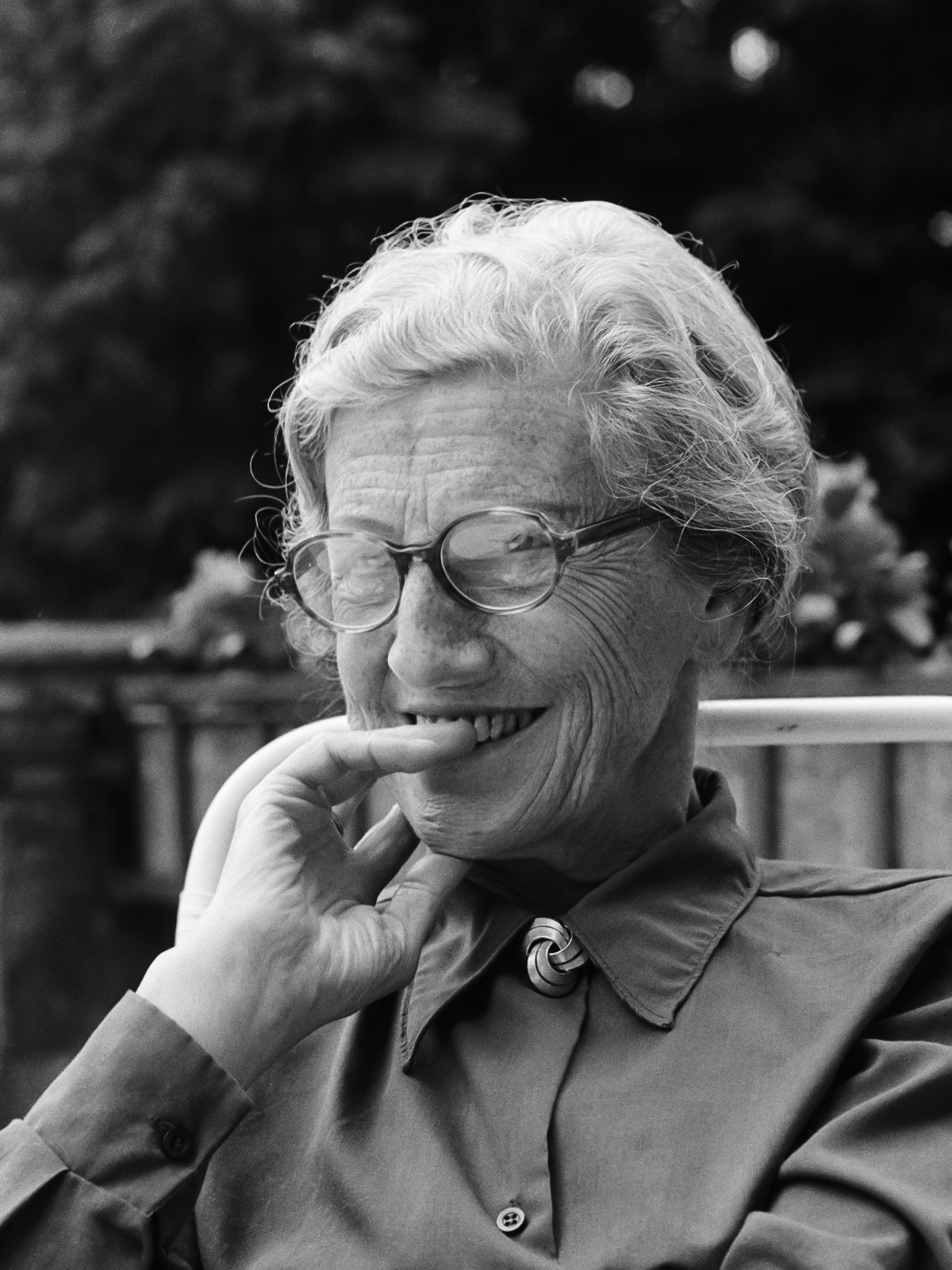
Greta Kraus in Wien im Juni 1974

Greta Kraus (* 3. August 1907 in Wien; † 30. Mai 1998 in Toronto) war eine kanadische Pianistin, Cembalistin und Musikpädagogin österreichischer Herkunft.

## Leben
Kraus besuchte ab 1923 die Wiener Musikakademie, wo sie 1930 ein Diplom als Musiklehrerin erhielt. Sie studierte Klavier und Musikgeschichte bei Hans Weisse (1924–31) und Musikanalyse bei Heinrich Schenker (1931–34), zu dessen Buch Fünf graphische Musikanalysen sie einen Teil zu Fryderyk Chopins Etüde F-Dur beitrug.
1935 debütierte sie als Cembalo-Solistin in der Wiener Bach-Gesellschaft. Im Folgejahr wirkte sie an einer Aufführung von Bachs Musikalischem Opfer in einer Version für acht Instrumente unter Leitung von Hermann Scherchen mit. 1937 trat sie in London mit dem Boyd Neel Orchestra und bei der BBC auf. 1938 ging sie nach Kanada und begann 1939 am Havergal College in Toronto zu unterrichten.
Sie wurde bald als Cembalo-Solistin und Kammermusikerin (u. a. Duo-Partnerin von Arnold Walter) bekannt und war von 1942 bis 1956 Continuo-Spielerin bei den Aufführungen der Passionen und der H-Moll-Messe von Bach und des Messias von Georg Friedrich Händel in der Massey Hall unter Leitung von Ernest MacMillan. 1964 war sie Begleiterin von David und Igor Oistrach bei deren Besuch in Kanada. Zu ihrem Repertoire zählten auch Cembalowerke von Komponisten des 20. Jahrhunderts wie Francis Poulenc und Frank Martin.
Mit Elizabeth Benson Guy (Sopran), Nicholas Fiore (Flöte), Donald Whitton (Cello) und Corol McCartney (Violine) gründete sie 1958 das Toronto Baroque Ensemble. 1965 gründete sie mit dem Flötisten Robert Aitken das Aitken-Kraus Duo, das bis 1986 aktiv war. Auf dem Klavier begleitete sie Lois Marshall 1979 bei einer Aufführung von Franz Schuberts Die schöne Müllerin und 1981 bei einem Konzert mit Liedern Hugo Wolffs im Hartt House in Toronto.
Seit 1939 gab Kraus privaten Klavierunterricht. Außerdem unterrichtete sie Liedgesang und Kammermusik, Cembalo, Klavierbegleitung und barocke Aufführungspraxis von 1943 bis 1969 am Royal Conservatory of Music in Toronto und ab 1963 an der University of Toronto. Von 1963 bis 1976 war sie als Nachfolgerin von Ernesto Barbini Direktorin des Collegium Musicum; außerdem gab sie Meisterklassen am Banff Centre for the Arts, bei der Shawnigan Summer School of the Arts und an verschiedenen Universitäten. Zu ihren Schülern zählten Douglas Bodle, Austin Clarkson, Elizabeth Keenan, Barbara Moser, R. Murray Schafer, Patrick Wedd und Valerie Weeks sowie die Sänger Russell Braun, Elizabeth Benson Guy, Ingemar Korjus, Andrew MacMillan, Mary Morrison, Gary Relyea, Roxolana Roslak und Teresa Stratas.
Die Ontario Confederation of University Faculty Associations ehrte sie 1973 für ihren außergewöhnlichen Beitrag zum Universitätsunterricht. 1975 wurde sie zur Outstanding Woman of the Province of Ontario ernannt. Sie erhielt 1990 den Toronto Arts Award, 1991 den Order of Toronto und wurde 1992 Mitglied (member) des Order of Canada. In Wien wurde 2004 der Greta-Kraus-Weg nach ihr benannt.